# Euroscaptor longirostris
Euroscaptor longirostris es una especie de mamífero eulipotiflano de la familia Talpidae.

## Distribución geográfica
Es endémica de China.